# Người khiếm thị
Người khiếm thị là người sau khi được điều trị và /hoặc điều chỉnh khúc xạ mà thị lực bên mắt tốt vẫn còn từ dưới 3/10 đến trên mức không nhận thức được sáng tối, và bệnh nhân vẫn còn khả năng tận dụng thị lực này để lên kế hoạch và thực thi các hoạt động hàng ngày.Trong ngôn ngữ thường ngày để nói tránh người ta gọi người mù là người khiếm thị nhưng thực ra hai khái niệm này khác nhau,người mù hoàn toàn không có khả năng nhận thức sáng tối. Để chỉ chung người khiếm thị và người mù người ta dùng thuật ngữ người mù lòa (visually impaired) mà đôi khi còn có tên khác là người suy giảm thị lực.

## Thống kê

### Quốc tế

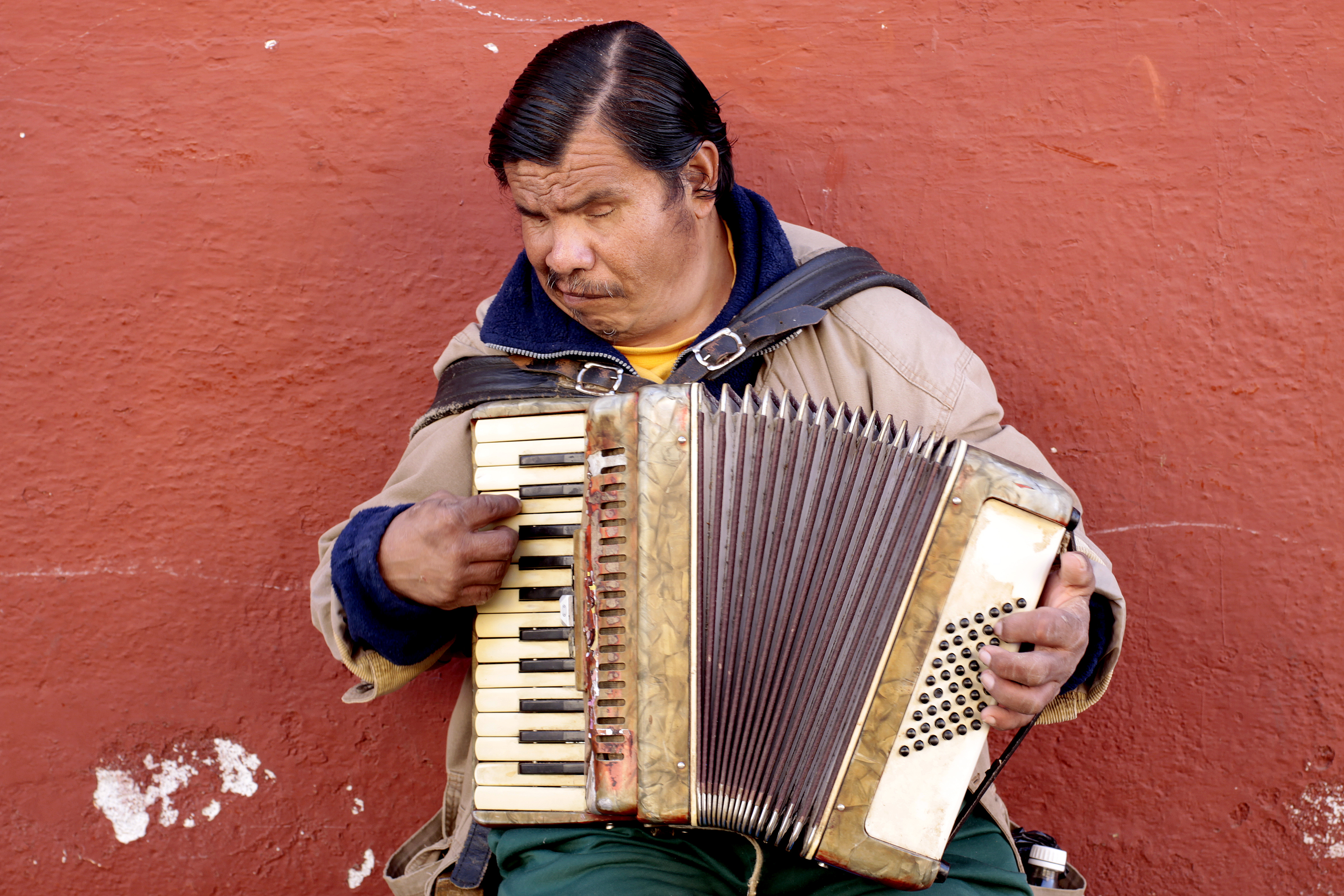
Một nhạc công khiếm thị đang chơi phong cầm ở Patzcuaro, Michoacán, México.

Thống kê trên thế giới vào năm 2002 cho thấy ước tính hiện nay có khoảng 161 triệu người mù lòa, trong đó có 124 triệu người khiếm thị và 37 triệu người mù, 90% trong số đó đang sống ở các nước đang phát triển (11,6 triệu người ở khu vực Đông Nam Á, 9,3 triệu người ở khu vực Tây Thái Bình Dương, 6,8 triệu người ở Châu Phi), 1,4 triệu trẻ em dưới 15 tuổi bị mù.... Ngoài ra trên thế giới còn có hàng triệu người khác bị mù chức năng vì tật khúc xạ(cận thị,viễn thị,loạn thị),80% người mù trên 50 tuổi.Cứ 5 giây trôi qua lại có thêm một người bị mù và cứ một phút trôi qua lại có một đứa trẻ vĩnh viễn không nhìn thấy ánh sáng.Hàng năm cả thế giới phải tiêu tốn hơn 42 tỷ đôla Mỹ cho việc chữa trị các bệnh về mắt.Khoảng 75% trong số các bệnh gây mù có thể tránh được bằng các phương pháp điều trị hoặc phòng ngừa.Thống kê riêng ở Anh về tuổi khởi phát bệnh mù lòa cho thấy 31% người trả lời nói rằng bắt đầu mắc bệnh khi còn ở độ tuổi lao động (từ 17 đến 59 tuổi), nhưng 56% cho rằng bệnh khởi phát từ khi 60 tuổi trở về sau. Chỉ có 8% bắt đầu bị bệnh khi mới dưới 16 tuổi.

## Nguyên nhân
Các nguyên nhân gây bệnh bao gồm:
- Đục thủy tinh thể
- Bệnh đáy mắt
- Glôcôm
- Mắt hột
- Sẹo giác mạc khác
- Tật khúc xạ
- Thoái hóa điểm vàng
- Biến chứng phẫu thuật
- Nguyên nhân khác